# Monanthotaxis heterantha
Monanthotaxis heterantha là loài thực vật có hoa thuộc họ Na. Loài này được (Baill.) Verdc. mô tả khoa học đầu tiên năm 1971.